# Тарангире (национален парк)
Тарангире (френско произношение Таранжир)(Tarangire) е национален парк в Североизточна Танзания, регион Маняра, на 118 km югозападно от град Аруша, южно от езерото Маняра и югозападно от Килиманджаро. Заобиколен е от контролираните ловни територии Лолкисейл, Симанджиро и Мкунгунеро и езерото Бурунги. Паркът е разположен на надморска височина от 1100 до 1500 m.
Националният парк Тарангире заема площ от 2850 km2 и е шести по големина в Танзания след Серенгети, Руаха, Катави, Мкомази и Микуми Създаден е през 1957 г. като ловен резерват, а през 1970 година получава статут на национален парк.
Развитието на туризма в парка е доста ограничено. На 3,5 km от входа на парка, над реката, е изграден къмпинг с невероятна гледка към обширните равнини на Тарангире, езерото Маняра, Рифтовата долина и Нгоронгоро. Предстои изграждането на още един къмпинги и две бетонни писти на 1 km от съществуващата хижа и в близост до административната сграда. Вода за туристически цели се добива само чрез сондажи. През 1984 г. персоналът на парка наброява 60 души. Сериозна туристическа атракция представляват скалните рисунки, но те са доста далеч – на 50 km южно от входа на Тарангире.

## Физически характеристики
Характерни за източния и южния район на парка са безводни вълнообразно очертани хълмове и блатата в низините им. В границите на парка влизат няколко високи хълма с надморска височина 2132 m и 2415 m, няколко скални разкрития и високи плата. Между две от Великите африкански езера протича река Тарангире, дала името си на прилежащия парк. Реката тече през центъра на парка от юг на северозапад и се влива в малкото езеро Бурунги, на юг от езерото Маняра. Бурунги е в самия край на парка, но попада извън него. През дъждовния период реката е сравнително пълноводна, но в разгара на сухия се свива до серия от дълбоки вирове (от юли до октомври). По западната граница на парка протича малка рекичка, която през сухия сезон пресъхва напълно. През дъждовния сезон се оформят няколко блата с богата растителност.

## Климат
Характерни за парка са два сезона – дъждовен и сух. Сухият сезон обхваща периода от месец юни до септември, а дъждовният – от ноември до май. Ноември и декември се характеризират с краткотрайни дъждове, а от март до май валежите са изобилни, като достигат своя пик през месец март. Средната сума на валежите е само 600 mm/година, като понякога достигат и до 750 mm/година. Влажността през октомври пада до 35%, което говори за много сухите климатични условия в Тарангире. Средната максимална температура е 27 °C, а средната минимална – 16 °C. Най-ниската температура е 4 °C и е измерена през месец юли, а най-високата – 40 °C, отбелязана през януари. През по-голямата част от годината температурите са в диапазона 21 °C-27 °C.

## Флора
Идентифицирани са девет различни растителни асоциации. Растителността в парка е представена от обширни затревени равнини, крайречни гори, широки речни и саванни пасища, хиляди баобаби, акации и колбасово дърво. От ноември до февруари саваните се покриват с изобилна сочна трева и привличат много диви животни. До месец март растителността е буйна и тревите са обсипани с диви цветя и пеперуди. Северната част е доминирана от акациеви горички от вида Acacia tortilis и баобаби Adansonia. Баобабът Adansonia е едно от най-дебелите дървета в света – със средна обиколка на ствола 10,9 метра и височина 18 – 25 метра. През дъждовния сезон той може да абсорбира вода като гъба, което обяснява необичайната дебелина на тези дървета – те всъщност представляват огромни резервоари за вода. В парка се срещат и гори от друг вид акация – Acacia Commiphora. Горите от трънливата акация от вида Acacia drepanolobium са силно разредени. По долините на реките растат египетски дум-палми (Hyphaene thebaica), издигащи се на височина до 9 метра. За разлика от обикновените дървета тези палми нарастват само в една точка на върха и лесно могат да бъдат повредени. В по-дълбоките дерета и по скалистите хребети се среща млечка и растения с дебели и сочни стебла и листа. Интересни са кактусите-канделабър с тъмнозелените си клони, които могат да се срещнат в по-сухите райони на парка.
Широките блата в парка Тарангире са сезонни, богати на растителност и с малко открита водна повърхност. Възрастните растения от вида Balanites aegyptiaca често доминират над останалата блатна и крайречна растителност.

## Фауна
Река Тарангире не пресъхва дори и през сухия сезон, въпреки че нивото на водите ѝ силно намалява. С това тя привлича впечатляващо разнообразие и голямо количество от животни и птици през цялата година. През сухия период паркът е убежище за много мигриращи животни и птици. Известен е с най-голямата концентрация на диви животни през сухия сезон, извън екосистемата на Серенгети (от юни до октомври). Тогава хиляди мигриращи животни се събират по поречието на реката, която е основен източник на вода на много километри наоколо. За намиране на вода те разчитат и на баобабите, в чиито големи кухини могат да се открият запаси от дъждовна вода.

### Бозайници
Бозайниците включват по-голямата част от източноафриканските „равнинни“ видове. Поради голямата концентрация на животни, хищниците тук никога не гладуват. Срещат се големи стада от слонове, в които са събрани до 600 екземпляра. Те могат да бъдат видени тук както през дъждовния, така и през сухия сезон. Броят на африканския саванен слон в парка е около 3000. Лъвовете и леопардите в Тарангире често могат да бъдат открити по дърветата, почиващи си в клоните им в разгара на деня. Освен това често качват плячката си по тях и там я консумират. Така я запазват от хиените и лешоядите. Леопардите са едни от най-опасните хищници на парка. Обикновено преследват импалите и газелите, но се задоволяват и с друга плячка като зайци, диви птици и дори бабуини. Когато усетят приближаването на леопард, маймуните издават специален вид предупредителни крясъци и цялото стадо се изкатерва по дърветата.Тук е съсредоточено най-голямото количество кафърски бивол след Серенгети. Паркът е богат и на много други видове бозайници – жираф, африкански глиган, зебра, източно белобрадо гну, газела, импала, антилопа бохор, петниста хиена, воден козел, прилепоуха лисица (Otocyon megalotis virgatus). Южноафриканската антилопа от рода Alcelaphus в парка е доста едра и достига до 900 kg тегло. В гъстите храсталаци може да се намери малката антилопа куду, една от най-красивите от рода си, с прекрасни дълги спираловидни рога. Обикновено прекарва деня си там, а търси храна привечер и в началото на сутринта. Храни се с листа, млади филизи и клонки. Това е единственото място в Танзания, където може да се срещне величественият орикс бейза от подвида Oryx beisa callotis както и дългошиестата жирафова газела геренук. От маймуните много разпространен е зеленият павиан. Все още могат да се срещнат черни носорози, но увеличеното в последните години бракониерство заради рогата им драстично намалява техния брой, като през 1988 г. са почти унищожени. Хранят се през нощта и на зазоряване, а през деня спят. Районът е богат на термитници, често посещавани от много разпространените тук мангусти-джуджета. В югоизточната част на Тарангире често се срещат гепард и хиеново куче.
През дъждовния сезон животните се разпръскват и в околните защитени територии на площ от около 20 000 km2 докато не изпасат обширните тревисти равнини, а след това отново се завръщат по поречието на реката.

### Птици
Блатата, които целогодишно са богати на зелена растителност са дом на над 550 вида птици. Това е районът с най-голямо разнообразие от птици през размножителния период в света. Въпреки че паркът се намира само на 30 km от стената на Източноафриканския рифт, все пак е извън вулканичния пояс и оформя западната граница на ареала, обитаван от много типични за района птици. Тук може да се срещне най-тежката водоплаваща птица – дроплата кори (Ardeotis kori), както и най-тежката птица в света – дългокракият щраус. Зоната е богата на птици-носорог, които издават звуци, подобни на тези на пуйките, кресливи кълвачоподобни птици Trachyphonus erythrocephalus и др. Паркът е изключително богат на грабливи птици. Тук може да се види късоопашатия орел. Прелитат около 10 000 марабу, 2000 кафявокрили огърличници. Срещат се големи ята от неразделки – малки папагалчета с яркожълто оцветяване по шията. Срещат се и палмови бързолети, чиито гнезда в клоните на дърветата отдолу изглеждат като паяжина. Често срещани са чапла голиат, чукоглава чапла, обикновена токачка, дългопръста калугерица, кафяв папагал, мадагаскарски пчелояд, африкански папуняк и още много видове кълвачи, тъкачи, сови, гълъби, дъждосвирци, бекаси, кокошоподобни, патици и други. Сравнително често може да се види седлоклюният щъркел, като от него са наблюдавани наведнъж над 16 възрастни екземпляра по бреговете на блатото Silale. В югозападния край, в зоните с по-суха растителност могат да се срещнат златногръд скорец и сврачка от вида Tchagra cruenta.
Световно застрашените видове в парка включват белошипата ветрушка от сем. Соколови, която лети в ята от стотици екземпляри след дъждовете през април, когато безгръбначните в парка са в изобилие и лесно се намират безопасни места за спане. Червеногушият синигер гнезди и се размножава в югоизточната и западната част на парка. Тук живеят три ендимични за Танзания птици, чиято популация е значителна – черноглава неразделка (Parus fringillinus), оранжев тъкач (Histurgops ruficauda) и пепеляв скорец (Cosmopsarus unicolor), а четвъртият ендемичен вид, фишеровата неразделка е редовен посетител. Особен интерес, със сравнително висок брой, представлява бъбрицата от вида Anthus caffer, местен и рядък за Източна Африка вид.

### Влечуги
За парка Тарангире най-характерните влечуги са трите вида катерещи се африкански питони. Те изпълзяват по дърветата и обичат да висят там с часове.

## Проблеми и защита на флората и фауната
Националният парк Тарангире е създаден основно за да се осигури през сухия сезон сериозна защита на копитните животни, слоновете и носорозите. Тези бозайници през дъждовния сезон се разпръсват на север, юг и главно на изток към териториите на масаите в окръг Симанджиро, регион Маняра. Там намират подходящи зелени пасища, особено зебрите и кафърският бивол. Навлизането на земеделските райони в традиционните миграционни коридори води до постепенна изолация на парка и изключително затруднява придвижването на животните. Така Тарангире попада под угрозата да се превърне в изолирана зона, без достъп на животните до част от традиционните им ареали на живот. А това довежда и до сериозна промяна на видовото разнообразие. Завземането на земи за селскостопански цели на изток от парка трябва да бъде спряно или поне силно ограничено и зонирано, за да се осигури нормалното движение на бозайниците между равнините на Симанджиро и парка по време на миграционния период. Ярка илюстрация на този проблем се появява през 1982 г. с предоставянето на договор за наем от 350 000 дка земеделска земя по протежение на източната граница на парка. Договорът за наем уточнява, че животните могат да бъдат отстрелвани. След силен обществен протест и при сериозни противоречия през 1983 година договорът е анулиран.
Друг сериозен проблем в района са горските пожари, предизвикани от бракониери и събирачи на мед. Бракониерството е основно за рогата на черния носорог и слонова кост.
От Франкфуртското зоологическо дружество е направено предложение да бъде създадена локална екологична единица Тарангире-Лолкисейл-Симанджиро по образец на резервата Нгоронгоро. А ръководството на Националните паркове в Танзания се опитва да създаде коридори между Тарангире на юг и североизток до Националния парк Езеро Маняра.